# Ernst Dahinten

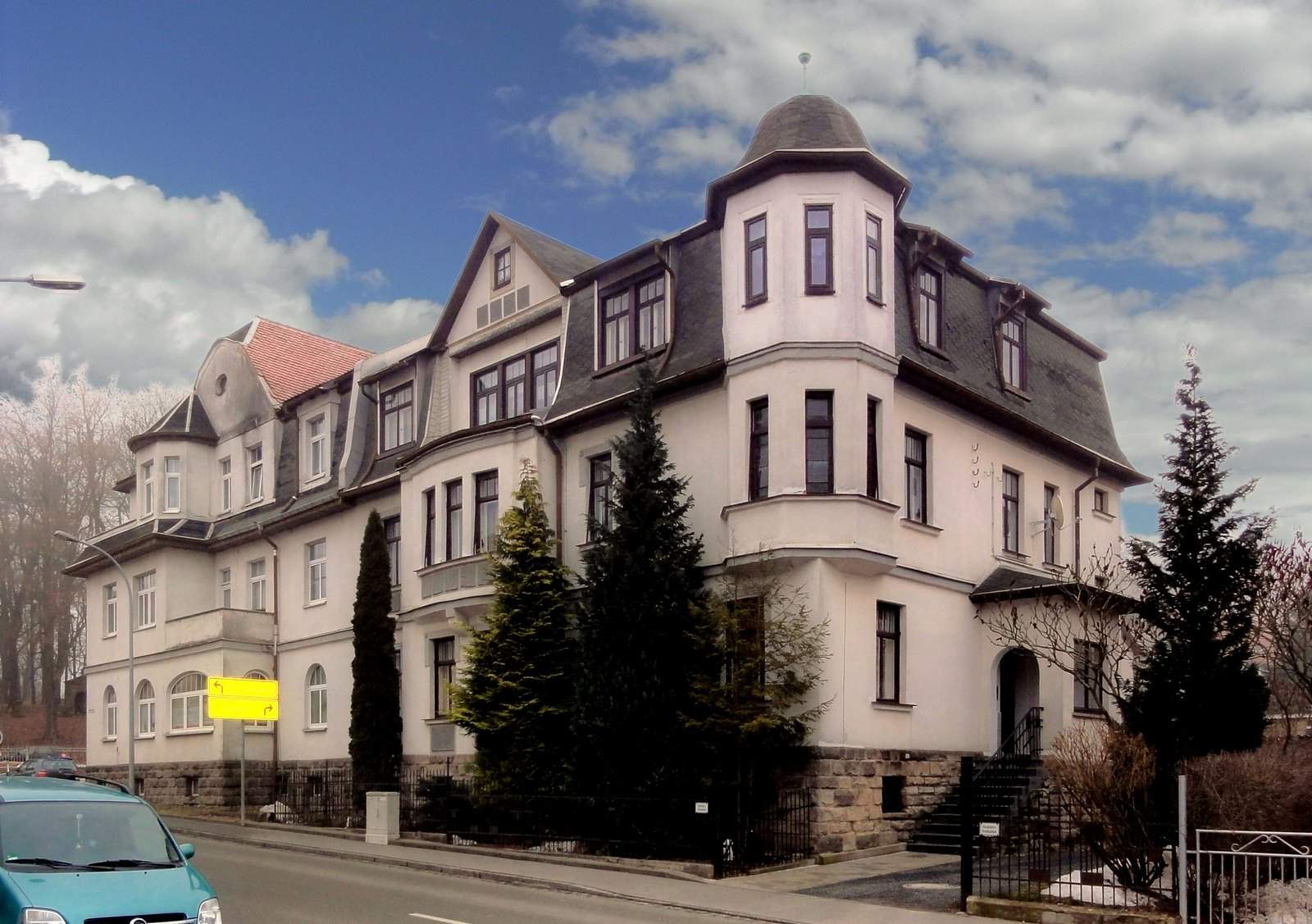
Ehemaliges Wohnhaus von Dr. Dahinten in Eisfeld

Ernst Dahinten (* 10. April 1885 in Jüchsen; † 1. Juni 1969 in Eisfeld) war ein deutscher Lehrer, Stadtarchivar, Museumsleiter und Autor.

## Leben
Ernst Dahinten wurde am 10. April 1885 als Sohn eines Landwirtes in Jüchsen im damaligen Herzogtum Sachsen-Meiningen geboren. Er war für die Landwirtschaft zu schwächlich, ließ jedoch überdurchschnittliche geistige Fähigkeiten erkennen, was dazu führte, dass seine musische Begabung von seinen Lehrern und dem Pfarrer des Ortes besonders gefördert wurden. So wurde er auf Empfehlung der Lehrer entgegen den Vorstellungen des Vaters, der eine höhere Schulbildung eigentlich nicht finanzieren konnte, im Alter von 15 Jahren auf das Lehrerseminar in Hildburghausen geschickt. 
Ernst Dahinten war ein strebsamer und begabter Schüler, sowohl in den naturkundlichen-mathematischen Fächern als auch in den sprachlichen und literarischen. Seine besondere Liebe aber galt der Musik und der Geschichte. 1904 legte er die Seminarabgangsprüfungen mit guten Ergebnissen ab und wurde als Schulamtskandidat in das Thüringerwald-Dorf Gießübel geschickt. Dort unterrichtete er zunächst die Schüler der Unterstufe, nach Abschluss der Staatsprüfung zweiten Grades übernahm er ab 1907 den Unterricht in der Oberklasse. Am Leben des Dorfes nahm er regen Anteil, er gründete und leitete den dortigen Männergesangverein.
Er bewarb sich an der Bürgerschule in Eisfeld, wo er im Jahre 1908 seinen Dienst antrat. Mit seinen musikalischen Talenten brachte sich Ernst Dahinten schnell in das gesellschaftliche Leben des Eisfelder Bürgertums ein, übernahm die musikalische Leitung des Kirchenchors und leitete bei der Hundertjahrfeier des Dichters Otto Ludwig (1813–1865) im Jahr 1913 die Aufführung des Ludwigschen Singspieles „Die Geschwister“. Auf Grund seiner musikalischen Aktivitäten ernannte ihn die Stadt Eisfeld zum städtischen Musikbeauftragten. Er leitete das Laienorchester der kleinen Stadt an der Werra und gehörte zu den Gründungsmitgliedern des Otto-Ludwig-Vereines. Beruflich entwickelte er sich bis zum Gesamtschulleiter in Eisfeld und wandte sich mehr und mehr der Heimatgeschichtsforschung zu. Im Ergebnis seiner Recherchen und Forschungen gab er in den Jahren 1932 bis 1938 das vierbändige Werk Geschichte der Heimat heraus.
Nach der Machtübernahme Hitlers trat er 1933 in die NSDAP ein und entwickelte sich vom national gesinnten Demokraten zum braun eingefärbten Staatsdiener. Wegen seiner schwachen Gesundheit war er vom Wehrdienst freigestellt und unterrichtete weiter an der Eisfelder Schule, zum Schluss mit dem Titel Rektor. Nach dem Ende des Krieges und der Besetzung Eisfelds durch US-Truppen wurde er verhaftet und für einige Wochen interniert. Danach ließ er sich zunächst in Coburg nieder, da er die erneute Verhaftung durch die sowjetischen Militärbehörden befürchtete. Nach seiner Entnazifizierung ging er auf Drängen seiner Frau nach Eisfeld zurück. Er wurde zunächst im Archivwesen der Stadt Eisfeld eingestellt. Nachdem die sowjetische Militäradministration und das Thüringische Landesamt für Volksbildung 1946 die Gründung eines Heimatmuseums und einer Otto-Ludwig-Gedenkstätte angeordnet hatten, widmete er sich mit allen Kräften dieser Aufgabe. Er gewann in der Eisfelder Bevölkerung, besonders in Handwerkerkreisen, ehrenamtliche Mitarbeiter, so dass nach umfangreichen Sicherungs- und Ordnungsarbeiten bereits 1948 ein Ausstellungsraum zur Eisfelder Stadtgeschichte und zu Leben und Werk des Dichters Otto Ludwig eingerichtet werden konnte. Offiziell wurde das Museum im Oktober 1949 in den Räumen des Eisfelder Schlosses eröffnet. Die Räumlichkeiten wurden ständig erweitert und 1961 gelang es Ernst Dahinten gemeinsam mit seinem Museumskollektiv, die Otto-Ludwig-Gedenkstätte im historischen Gartenhaus wieder herzurichten und mit einer Ausstellung über Leben und Werk des in Eisfeld geborenen Dichters der Öffentlichkeit zugänglich zu machen.

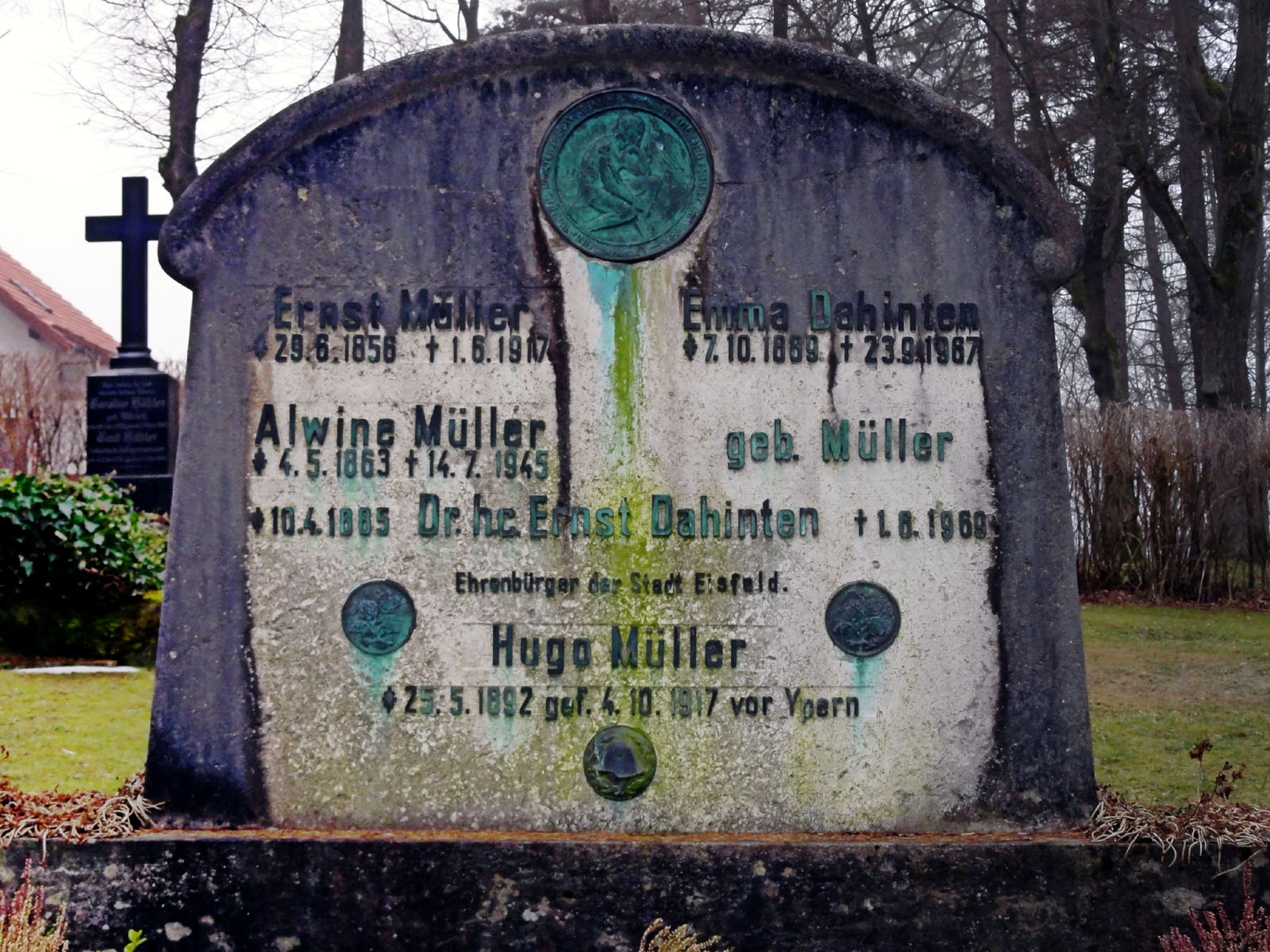
Grabstätte von Dr. Dahinten in Eisfeld, Grabspruch: „Und wenn es köstlich gewesen ist, so ist es Mühe und Arbeit gewesen.“

Im Jahr 1960 wurde Ernst Dahinten die Ehrenbürgerwürde der Stadt Eisfeld aus Anlass seines 75. Geburtstages  verliehen. Im gleichen Jahr erhielt er die Ehrenpromotion der Philosophischen Fakultät der Friedrich-Schiller-Universität Jena. Das Museum leitete er bis zu seinem 79. Lebensjahr 1964. Er starb am 1. Juni 1969 im Alter von 84 Jahren in seinem Haus in der Eisfelder Bahnhofstraße, welches er seit seiner Heirat mit seiner Frau bewohnte. Er wurde auf dem Friedhof der Stadt neben seiner Frau beigesetzt.